# Alfred Mansveld
Alfred „Freddy” Mansveld (ur. 2 sierpnia 1911) – belgijski bobsleista, srebrny medalista igrzysk olimpijskich.

## Kariera
Największy sukces osiągnął w 1948 roku, kiedy reprezentacja Belgii w składzie: Max Houben, Alfred Mansveld, Louis-Georges Niels i Jacques Mouvet zdobyła srebrny medal w czwórkach podczas igrzysk olimpijskich w Sankt Moritz. Był to jego jedyny start olimpijski i zarazem jedyny medal wywalczony na międzynarodowej imprezie tej rangi. Miał też wystąpić w czwórkach na rozgrywanych rok wcześniej mistrzostwach świata w Sankt Moritz, jednak z powodu kontuzji został zastąpiony przez Claude’a Houbena. Z zawodu był dziennikarzem sportowym.